# Villars (Eure i Loir)
Villars és un municipi francès, situat al departament de l'Eure i Loir i a la regió de Centre – Vall del Loira. L'any 2007 tenia 131 habitants.

## Demografia

### Població
El 2007 la població de fet de Villars era de 131 persones. Hi havia 49 famílies, de les quals 12 eren unipersonals (8 homes vivint sols i 4 dones vivint soles), 16 parelles sense fills i 21 parelles amb fills.
La població ha evolucionat segons el següent gràfic:
Habitants censats

### Habitatges
El 2007 hi havia 70 habitatges, 51 eren l'habitatge principal de la família, 14 eren segones residències i 4 estaven desocupats. Tots els 70 habitatges eren cases. Dels 51 habitatges principals, 49 estaven ocupats pels seus propietaris, 1 estava llogat i ocupat pels llogaters i 1 estava cedit a títol gratuït; 3 tenien dues cambres, 11 en tenien tres, 10 en tenien quatre i 27 en tenien cinc o més. 42 habitatges disposaven pel capbaix d'una plaça de pàrquing. A 22 habitatges hi havia un automòbil i a 26 n'hi havia dos o més.

## Economia
El 2007 la població en edat de treballar era de 78 persones, 63 eren actives i 15 eren inactives. De les 63 persones actives 60 estaven ocupades (33 homes i 27 dones) i 3 estaven aturades (2 homes i 1 dona). De les 15 persones inactives 3 estaven jubilades, 4 estaven estudiant i 8 estaven classificades com a «altres inactius».

### Ingressos
El 2009 a Villars hi havia 54 unitats fiscals que integraven 150,5 persones, la mediana anual d'ingressos fiscals per persona era de 17.422 €.

### Activitats econòmiques
Dels 5 establiments que hi havia el 2007, 4 eren d'empreses de construcció i 1 d'una empresa de comerç i reparació d'automòbils.
Dels 4 establiments de servei als particulars que hi havia el 2009, 1 era un paleta, 2 fusteries i 1 lampisteria.
L'any 2000 a Villars hi havia 8 explotacions agrícoles.

## Poblacions més properes
El següent diagrama mostra les poblacions més properes.